# Know-how
Know-how (anglicky „znát|vědět, jak“ co vyřešit, jak v čem postupovat ...) je anglické sousloví, popisující technologické a informační předpoklady a znalosti pro určitou činnost, a to nejčastěji výrobu, případně pro provoz a jejich technické uskutečnění. Je to souhrn poznatků, výrobních a obchodních znalostí a postupů, návodů či receptur (pro výrobu) získaných (dlouholetou) zkušeností. Týká se výroby produktů, které nepodléhají patentům a licencím, ale současně to znamená znalost výrobních postupů, návodů či receptur pro výrobu. Je součástí obchodních a licenčních smluv.
Často jde o takový druh zkušeností, že se jen stěží dají popsat a proto bývají předmětem smluv o technické pomoci, kterou poskytuje osobně jejich majitel. Know-how je hospodářský nehmotný statek a týká se výroby produktů, které nepodléhají patentům a licencím.
Ač neexistuje jednotná definice know-how, zahrnuje v sobě podle převládající praxe výraz know-how výrobně technické a obchodní poznatky, znalosti a (dlouhodobé (může jít i o novou inovací ...) výrobní zkušenosti s určitým procesem, technologií, technickou pomoc, znalost utajovaných receptur a postupů, nepatentované či utajované vynálezy, ale i poznatky a zkušenosti z oblasti organizace výroby a řízení, podnikání, obchodu, marketingu atp.

## Význam know-how pro zvýšení konkurenceschopnosti a zisku
Know-how je obvykle zárukou rychlého vyřešení nějakého problému a získání konkurenční výhody. Nadto nelze některé vynálezy vůbec patentovat, takže poznatky toho druhu mohou být komercializovány jen v rámci know-how. Pokud nemusíte něco vymýšlet sami a někdo vám přinese know-how už hotové či vyžadující jen malé dotažení do prakticky uplatnitelné podoby, ušetříte nemalé peníze.
Vlastní výzkum a vývoj je v naprosté většině případů mnohem nákladnější než pořízení know-how. Navíc neriskujete plýtvání peněz na omyly a slepé uličky. Ušetříte i čas, protože dostanete hotový výsledek. Proti konkurentům jste nejen levnější díky nižším nákladům, ale také rychlejší. Získáváte tedy dvojnásobnou výhodu.

## Know-how má mnohem větší hodnotu než cokoliv jiného.
Know-how je považováno za jednu z největších hodnot vytvářených podnikem, a to hned po výnosech z investovaného kapitálu. Platnost či doba trvání know-how je omezena pouze jeho technickým zastaráváním nebo ztrátou dostatečného utajení.

## Dobrá ochrana know-how je nezbytná
Podle převládajícího názoru právní nauky je součástí know-how prakticky vše, co není nebo nemůže být předmětem průmyslových nebo autorských práv, avšak pro podnik nebo firmu má tržní hodnotu a cenu a může se tak stát předmětem hospodářské a obchodní činnosti. Nejpodstatnější je, že know-how vždy představuje ekonomickou hodnotu, která náleží tomu, kdo je vyvinul nebo oprávněně získal.
A poněvadž know-how není předmětem průmyslového vlastnictví a nemůže být proto chráněno ani zvláštním zákonem, ani patentově, ani jiným ochranným dokumentem, přichází v úvahu pouze ochrana jeho důsledným utajováním anebo poměrně chatrná ochrana v rámci postihu nekalé soutěže, a to buď proti tzv. otrockému napodobení podle § 47 Obchodního zákoníku, nebo pro porušení obchodního tajemství podle § 17 a § 51 Obchodního zákoníku. 
Vlastní ochrana know-how spočívá podle názoru převládající praxe především v trvalém, důkladném a důsledném utajování jeho předmětu na všech úrovních, od zaměstnanců a pracovníků po manažery firmy a všeobecně vůbec. Uznává se, že stupeň a úspěšnost utajení know-how ovlivňuje výši jeho ceny a představuje rovněž monopol pro svého majitele za podmínky, že se mu podařilo příslušné know-how utajit.